# Роб Форд
Роб Форд (на английски: Rob Ford) е канадски политик и кмет на Торонто, най-големият град в Канада. През 2010 – 2014 е кмет на Торонто.

## Биография и политическа кариера
Форд учи политически науки в университета Карлтън. Роб Форд е женен и има две деца.
Роб Форд е 64-тият кмет на Торонто, Онтарио, Канада. Форд е избран за кмет през 2010 г. на кметските избори и встъпва в длъжност на 1 декември същата година.
Преди да бъде избран за кмет, Форд е общински съветник за район Етобико, квартал на Торонто.

## Скандали
Кметският му мандат е съпътстван от множество скандали, които го правят известен не само в Канада и САЩ.  По време на политическата си кариера, Роб Форд е бил обект на редица лични и професионални спорове и съдебни производства, включително и процес за конфликт на интереси, заради който едва не е отстранен от длъжността кмет на Торонто.
През 2013 г. той става обект на обвинения в злоупотребата с наркотични вещества, които са широко отразени в националните и международни медии. Тези твърдения продължават през цялата 2013 г. и полицията на Торонто се включва в разследването на кмета Роб Форд.
 Тези твърдения в крайна сметка са потвърдени и от самия Роб Форд и той пиблично заявява, че е използвал крак кокаин. Въпреки че Роб Форд признава употребата на крак кокаин, той заявява, че няма да се оттегли от поста си кмет на Торонто.